# Springfield (Massachusetts)
Springfield je největší město na řece Connecticut a okresní město Hampden County v americkém státě Massachusetts. V roce 2010 v něm žilo 153 060 obyvatel, v jeho metropolitní oblasti pak žilo podle odhadu 698 903 obyvatel. Je to první město v Americe pojmenované jako Springfield a je třetí největší v Massachusetts a čtvrté v Nové Anglii (po Bostonu, Worcesteru a Providence). Ve Springfieldu v roce 1891 James Naismith vynalezl basketbal. Oblast zhruba mezi Springfieldem a Hartfordem, který od něho leží 38,5 km jižně, se nazývá „Knowledge Corridor“, protože se v ní nachází 32 univerzit, které navštěvuje přes 160 000 studentů.

## Slavní rodáci
- Joel Asaph Allen (1838–1921), americký zoolog a ornitolog[5]
- Dr. Seuss (1904–1991), americký spisovatel a karikaturista[6]
- Creighton Abrams (1914–1974), americký generál, náčelník štábu Armády Spojených států amerických[7]
- Timothy Leary (1920–1996), americký psycholog, spisovatel, popularizátor psychedelické drogy LSD[8]
- Mike Gravel (1930–2021), americký politik, senátor za stát Aljaška[9]
- Kurt Russell (* 1951), americký herec[10]
- Edward Lu (* 1963), americký fyzik, astronom a bývalý astronaut[11]
- Linda Perry (* 1965), americká zpěvačka, skladatelka a kytaristka, bývalá členka skupiny 4 Non Blondes[12]
- Chloë Sevigny (* 1974), americká herečka a bývalá modelka[13]